# Vialonga
Vialonga es una freguesia portuguesa del concelho de Vila Franca de Xira, con 17,52 km² de superficie y 15.471 habitantes (2001). Su densidad de población es de 883,0 hab/km².